# Делле Донн, Елена
Елена Делле Донн (англ. Elena Delle Donne; род. 5 сентября 1989 года, Уилмингтон, Делавэр, США) — американская профессиональная баскетболистка, которая выступала в женской национальной баскетбольной ассоциации (ЖНБА). В составе национальной сборной США стала чемпионкой летних Олимпийских игр 2016 года в Рио-де-Жанейро, плюс победительницей чемпионата мира 2018 года в Испании. Была выбрана на драфте ВНБА 2013 года в первом раунде под вторым номером командой «Чикаго Скай». Играла на позиции форварда.

## Карьера в ЖНБА
По окончании колледжа Делле Донн выставила свою кандидатуру на драфт ЖНБА 2013 года, где была выбрана под общим вторым номером клубом «Чикаго Скай». Уже в своём дебютном матче, который «Скай» проводили против «Финикс Меркури», Елена набрала 22 очка, а её команда одержала победу со счётом 102:80. На голосовании, в котором определялись участники матча всех звёзд ЖНБА 2013 года, Делле Донн набрала больше всех очков, став первым новичком лиги, которому покорилось это достижение. Однако в самом матче она не смогла принять участие из-за сотрясения мозга.
После небольшого перерыва в чемпионате из-за матча всех звёзд, Делле Донн вернулась на площадку, продолжив выступать на высоком уровне. В сезоне 2013 года «Чикаго Скай» удалось выйти в плей-офф впервые в своей истории, причём команда квалифицировалась под первым номером в Восточной конференции. За свои успехи Елена была названа новичком года ЖНБА 2013 года.
В межсезонье 2017 года, за несколько дней до завершения её текущего контракта, Делле Донн обменяли в «Вашингтон Мистикс» на Стефани Долсон, Кали Коппер и второй выбор на драфте ВНБА 2017 года.

## Личная жизнь
Елена родилась в семье Эрни, работающего застройщиком, и Джоан. Её старший брат Джин играл в университете (вначале в Дьюке, а затем в Миддл Теннесси) в американский футбол на позиции тайт-энда. По окончании обучения Джин вернулся в Делавэр, чтобы начать работать в фирме отца. Старшая сестра Елены Элизабет — слепа и глуха и страдает от аутизма и ДЦП.
В феврале 2014 года Делле Донн стала послом Специальной Олимпиады. Она также принимала участие в третьем ежегодном матче NBA Cares Special Olympics Unified Basketball, проходившем в рамках уик-энда всех звёзд, где кроме неё участвовали бывшие и действующие игроки НБА и ЖНБА.
В августе 2016 года Елена совершила каминг-аут, официально объявив о помолвке со своей давней подругой Амандой Клифтон. 3 ноября 2017 года Делле Донн и Клифтон поженились.

## Допинг
13 сентября 2016 года, благодаря данным из взломанной базы данных WADA, выложенным хакерской группой Fancy Bears, стало известно, что с 2014 года WADA разрешала Елене Делле Донн применять запрещённые препараты амфетамин и гидрокортизон.